# Bešeňová
Bešeňová és un poble i municipi d'Eslovàquia que es troba a la regió de Žilina, al centre-nord del país. El 2021 tenia 657 habitants.

## Demografia
| Godina             | 1994 | 2004   | 2014    | 2024    |
| ------------------ | ---- | ------ | ------- | ------- |
| Nombre de persones | 402  | 388    | 635     | 772     |
| Diferència         |      | −3,48% | +63,65% | +21,57% |

| Godina             | 2023 | 2024   |
| ------------------ | ---- | ------ |
| Nombre de persones | 754  | 772    |
| Diferència         |      | +2,38% |